# Maria Howell
Maria Howell (née le 11 mai 1961) est une actrice et chanteuse américaine, née à Gastonia (Caroline du Nord).

## Biographie
Maria Howell a commencé à chanter à 13 ans dans un chœur à l'église. Elle est diplômée en biologie de la Winston-Salem State University (en) (à Winston-Salem).
Elle a travaillé en tant que chanteuse de jazz et a fait ses débuts au cinéma dans le film La Couleur pourpre (1985). De 1995 à 2001, elle a vécu à Okinawa, au Japon, où elle a réalisé une carrière musicale. Elle a fait des apparitions dans les séries Drop Dead Diva, American Wives, The Game, La Diva du divan et Vampire Diaries, et a été la co-vedette de films tels que Daddy's Little Girls, Mississippi Damned (en), The Blind Side et Ce qui vous attend si vous attendez un enfant.
En 2012, Maria Howell a été embauchée pour jouer le rôle récurrent de Grace Beaumont dans la série post-apocalyptique Revolution. En 2013, elle a joué Ida Hayes dans la série Devious Maids. La même année, elle a joué le rôle de Seeder dans Hunger Games : L'Embrasement.

## Filmographie partielle

### Cinéma
- 2006 : Daddy's little girls
- 2009 : The Blind Side
- 2012 : Little Red Wagon de David Anspaugh : Angie
- 2012 : Ce qui vous attend si vous attendez un enfant (What to Expect When You're Expecting) de Kirk Jones : le docteur de Jules
- 2013 : Hunger Games : L'Embrasement : Seeder
- 2014 : The Good Lie : Agent de L'INS
- 2014 : Christmas Wedding Baby : Miranda
- 2016 : Divergente 3 : Au-delà du mur de Robert Schwentke : Catherine
- 2017 : Les Figures de l'ombre (Hidden Figures) de Theodore Melfi : Mme Summer

### Télévision
| Année     | Titre                               | Rôle              | Note                        |
| --------- | ----------------------------------- | ----------------- | --------------------------- |
| 2015      | Complication                        | Dr. Latoya Benoit | 1 épisode                   |
| 2014-2015 | Finding Carter                      |                   | 2 épisodes                  |
| 2012-2014 | Revolution                          | Grace Beaumont    | Rôle récurrent, 10 épisodes |
| 2013      | Devious Maids                       | Ida Hayes         | rôle récurrent, 8 épisodes  |
| 2011      | The Game                            | Valencia          | 1 épisode                   |
| 2011      | Single Ladies                       | Infirmière        | 1 épisode                   |
| 2011      | La Diva du divan                    | Joanne Huff       | 1 épisode                   |
| 2011      | Vampire Diaries                     | Ayana             | saison 3, épisode 3         |
| 2009      | American Wives                      | Major Barcenila   | saison 3, épisode 18        |
| 2009      | Drop Dead Diva                      | Hilda Carrera     | saison 1, épisode 9         |
| 2009      | Vampire Diaries                     | Mrs. Halpern      | saison 1, épisodes 9        |
| 2007      | K-ville saison 1, épisodes 8        | Loretta Sweeney   |                             |
| 2006      | Daddy's Little Girls                | Épouse            |                             |
| 1995      | American Gothic saison 1, épisode 3 | Chanteuse solo    |                             |